# Zagórzyce (województwo dolnośląskie)
Zagórzyce – wieś w Polsce położona w województwie dolnośląskim, w powiecie wołowskim, w gminie Wołów.

## Podział administracyjny
W latach 1975–1998 miejscowość należała administracyjnie do województwa wrocławskiego.

## Historia
Jedna z najstarszych wsi w okolicy wymieniana w kronice z 1175 roku. Miejscowość została wymieniona w staropolskiej, zlatynizowanej formie Zagoriza w łacińskim dokumencie wydanym 10 sierpnia 1201 przez kancelarię papieża Innocentego III wydanym w Segni. W dokumencie z 1217 roku wydanym przez biskupa wrocławskiego Lorenza miejscowość wymieniona jest jako „Zagorici”